# Laurent Leclerc
Pour les articles homonymes, voir Leclerc.
Laurent Leclerc est un homme politique français né le 2 juillet 1768 à Saint-Mihiel (Meuse) et décédé le 10 mai 1844 à Saint-Mihiel.
Receveur de l'enregistrement à Saint-Mihiel, il est député de la Meuse de 1824 à 1827, siégeant dans la majorité soutenant les ministères de la Restauration.

## Sources
- « Laurent Leclerc », dans Adolphe Robert et Gaston Cougny, Dictionnaire des parlementaires français, Edgar Bourloton, 1889-1891 [détail de l’édition]